# 黎明龙蜥
黎明攀蜥（学名：Diploderma limingense），一种于中国云南省玉龙纳西族自治县黎明傈僳族乡黎明村发现的爬行动物，隶属于鬣蜥科（飞蜥科）攀蜥属。

## 鉴别特征
模式标本和配模标本均为雄性，体型中等，头体长（SVL）55.6－56.8mm；尾相对较长，相对尾长（TAL/SVL）1.92－2.09；头部宽度适中，相对头宽（HW/HL）0.71－0.74；四肢相对较长，相对前肢长（FLL/SVL）0.47－0.52，相对后肢长（HLL/SVL）0.74－0.82；肛前鬣鳞数（MD）45－48；第四指下鳞数（F4S）15－16，第四趾上鳞数（T4S）21－22；鼓膜被鳞；颈鬣和背鬣不发达，颈鬣鳞和背鬣鳞下无皮褶；具明显横向喉褶；头部腹鳞和身体腹鳞强烈起棱；头腹鱗片大小不等；生活时具有黄白色喉斑；具有浅黄色锯齿状背外侧条纹；身体、四肢和尾部腹面为淡砖红色；眼眶两侧各有5条辐射纹；内唇淡黄色，舌淡橙色，口腔其余部分为淡肉色。